# Charaxes fasciatus
Charaxes fasciatus är en fjärilsart som beskrevs av Suffert 1904. Charaxes fasciatus ingår i släktet Charaxes och familjen praktfjärilar. Inga underarter finns listade i Catalogue of Life.